# Overcooked 2
Overcooked 2 är ett matlagningssimuleringsspel utvecklat av Ghost Town Games och publicerat av Team17. Spelet är en uppföljare till Overcooked från 2016 och släpptes augusti 2018 till Microsoft Windows, Playstation 4, Xbox One och Nintendo Switch.